# Thomomys talpoides
Thomomys talpoides е вид бозайник от семейство Гоферови (Geomyidae).

## Разпространение
Видът е разпространен в Канада (Албърта, Британска Колумбия, Манитоба и Саскачеван) и САЩ (Айдахо, Аризона, Вашингтон, Калифорния, Колорадо, Минесота, Монтана, Небраска, Невада, Ню Мексико, Орегон, Северна Дакота, Уайоминг, Южна Дакота и Юта).